# Ral·li de la Costa Esmeralda
El Ral·li de la Costa Esmerlada (en italià Rally Costa Smeralda) és una prova de ral·li que es disputa des de 1978 a l'illa de Sardenya, concretament a la zona de la Costa Esmeralda.
És una prova del Campionat d'Itàlia de Ral·lis i va ser puntuable pel Campionat d'Europa de Ral·lis entre 1982 i 1994, així com el 2002 i el 2003. L'any 1993 va ser cancel·lat i no es va disputar els anys 1995, 1996 i 1997.
Des del 2013 disputa molts trams de forma idèntica al Ral·li de Sardenya del Campionat Mundial de Ral·lis.
El pilot amb major nombre de victòries és Paolo Andreucci amb set, no obstant, en el palmarès de la prova hi trobem diferents campions mundials com Markku Alén, Miki Biasion, Juha Kankkunen o Didier Auriol.

## Palmarès
| Edició | Any  | Pilot               | Vehicle                        |
| ------ | ---- | ------------------- | ------------------------------ |
| 1a     | 1978 | Maurizio Verini     | Fiat 131 Abarth                |
| 2a     | 1979 | Attilio Bettega     | Fiat 131 Abarth                |
| 3a     | 1980 | Bernard Darniche    | Lancia Stratos HF              |
| 4a     | 1981 | Markku Alén         | Fiat 131 Abarth                |
| 5a     | 1982 | Michele Cinotto     | Audi Quattro                   |
| 6a     | 1983 | Miki Biasion        | Lancia Rally 037               |
| 7a     | 1984 | Henri Toivonen      | Porsche 911SC RS               |
| 8a     | 1985 | Dario Cerrato       | Lancia Rally 037               |
| 9a     | 1986 | Henri Toivonen      | Lancia Delta S4                |
| 10a    | 1987 | Juha Kankkunen      | Lancia Delta HF4WD             |
| 11a    | 1988 | Markku Alén         | Lancia Delta Integrale         |
| 12a    | 1989 | Dario Cerrato       | Lancia Delta Integrale 16V     |
| 13a    | 1990 | Dario Cerrato       | Lancia Delta Integrale 16V     |
| 14a    | 1991 | Juha Kankkunen      | Lancia Delta Integrale 16V     |
| 15a    | 1992 | Didier Auriol       | Lancia Delta HF Integrale      |
| 16a    | 1994 | Piero Liatti        | Subaru Impreza 555             |
| 17a    | 1998 | Pucci Grossi        | Toyota Celica GT-Four          |
| 18a    | 1999 | Daniele Griotti     | Subaru Impreza WRC             |
| 19a    | 2000 | Michele Gregis      | Subaru Impreza WRC             |
| 20a    | 2001 | Paolo Andreucci     | Ford Focus WRC                 |
| 21a    | 2002 | Luca Cantamessa     | Subaru Impreza WRC             |
| 22a    | 2003 | Harri Rovanperä     | Peugeot 206 WRC                |
| 23a    | 2004 | Andrea Navarra      | Subaru Impreza STi             |
| 24a    | 2005 | Andrea Navarra      | Mitsubishi Lancer EVO IX       |
| 25a    | 2006 | Paolo Andreucci     | Fiat Grande Punto Abarth S2000 |
| 26a    | 2007 | Piero Longhi        | Subaru Impreza STi             |
| 27a    | 2008 | Paolo Andreucci     | Mitsubishi Lancer EVO IX       |
| 28a    | 2009 | Paolo Andreucci     | Peugeot 207 S2000              |
| 29a    | 2010 | Kris Meeke          | Peugeot 207 S2000              |
| 30a    | 2011 | Paolo Andreucci     | Peugeot 207 S2000              |
| 31a    | 2012 | Paolo Andreucci     | Peugeot 207 S2000              |
| 32a    | 2013 | Paolo Andreucci     | Peugeot 207 S2000              |
| 33a    | 2014 | Renato Travaglia    | Peugeot 207 S2000              |
| 34a    | 2015 | Giuseppe Dettori    | Škoda Fabia S2000              |
| 35a    | 2016 | Federico Della Casa | Škoda Fabia R5                 |
| 36a    | 2017 | Giuseppe Dettori    | Škoda Fabia R5                 |